# Cuaspud
Cuaspud è un comune della Colombia facente parte del dipartimento di Nariño; l'abitato principale è Carlosama.
Il centro abitato venne fondato da Sebastián García Carlosama nel 1600, mentre l'istituzione del comune è del 1911.